# NGC 3306
NGC 3306 је спирална галаксија у сазвежђу Лав која се налази на NGC листи објеката дубоког неба.
Деклинација објекта је + 12° 39' 9" а ректасцензија 10h 37m 10,1s. Привидна величина (магнитуда) објекта NGC 3306 износи 13,2 а фотографска магнитуда 13,8. Налази се на удаљености од 49,390 милиона парсека од Сунца. NGC 3306 је још познат и под ознакама UGC 5774, MCG 2-27-32, CGCG 65-68, IRAS 10345+1254, PGC 31528.